# H. M. Bateman
Pour les articles homonymes, voir Bateman.
Henry Mayo Bateman, né à Sutton Forest (Nouvelle-Galles du Sud) le 15 février 1887 et mort à Gozo (Archipel maltais) le 11 février 1970, est un dessinateur et caricaturiste britannique. 

## Biographie
Il est issu d'une famille anglaise émigrée en Australie, qui retourne à Londres en 1889. Très jeune, il montre une aptitude pour le dessin. Il étudie à la Westminster School of Arts et auprès de John Hassall. Il est influencé par des artistes tels que Phil May et Caran d'Ache. En 1904, il fournit des dessins au magazine Tatler. 
Réformé pendant la Première Guerre mondiale, il contribue à maintenir le moral des hommes et officiers grâce à ses dessins.  Il collabore à Punch à partir de 1915, puis au London Magazine et au Strand. Il réalise de nombreuses caricatures de militaires : vieilles badernes et autres ganaches dans le style du Colonel Blimp, symbole de la stupidité de certains officiers de l'armée britannique.

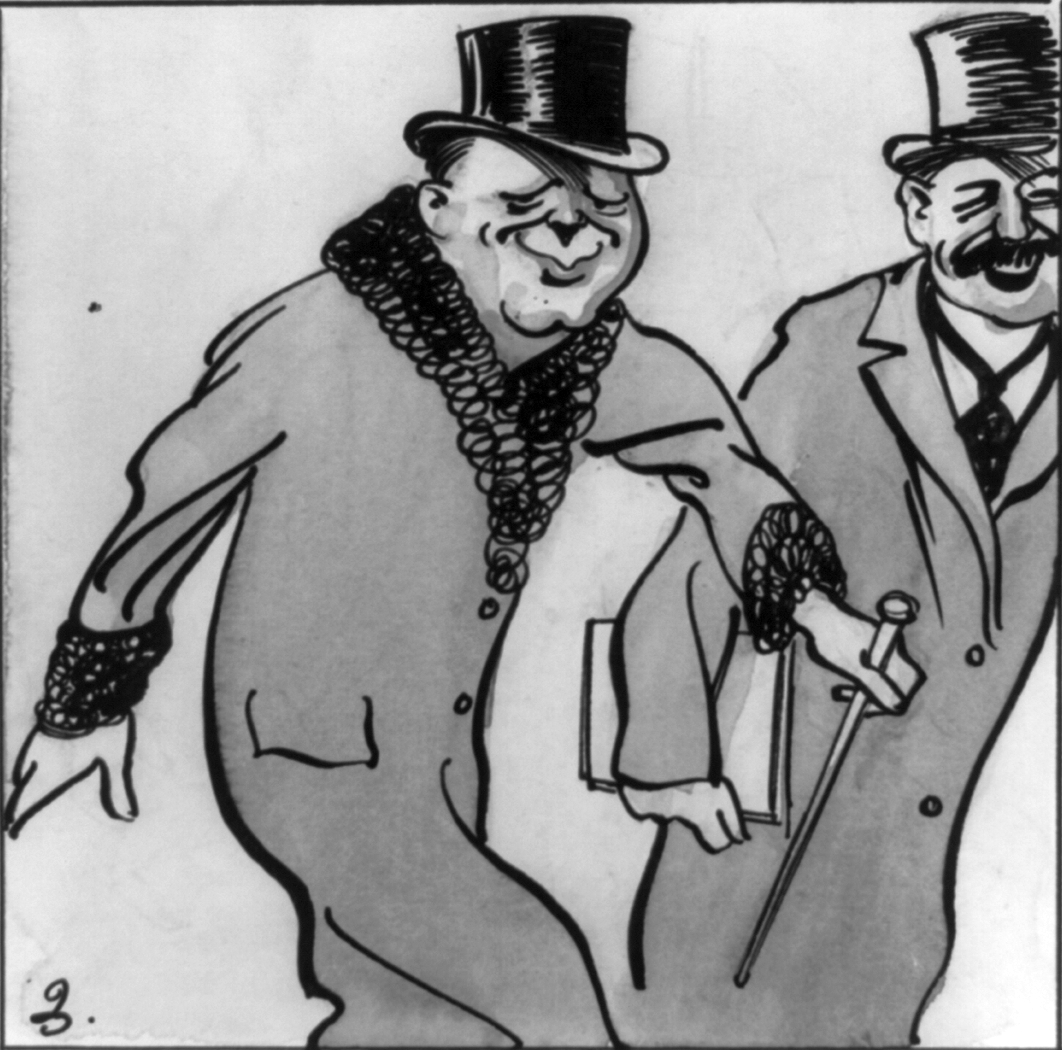
« Winston Churchill souriant en direction de l'appareil photo » par H. M. Bateman (v. 1912).

Dans les années 1920 (The Roaring Twenties), sa série L’Homme qui... lui confère le statut de dessinateur humoristique le mieux payé d’Angleterre. Cette série, qui parut en double page de 1912 à 1930 dans Tatler, représente des individus qui, par ignorance, impudence ou folie, font « ce qui ne se fait pas », horrible gaffe ou faux pas, et s’attirent la honte ou la moquerie de la bonne société surprise ou scandalisée. À titre d’exemple, on peut citer L’Homme qui appelle le foie gras « pâté » ou L’Homme qui fume avant le toast au souverain, ou encore Le Visiteur officiel qui critique la tenue de la garde d’honneur et enfin L'Homme qui rate la balle au départ de Saint Andrews.
Ses dessins, qui se présentent souvent sous la forme d’une bandes dessinée muette, se caractérisent par une ligne expressive et rythmée avec des personnages convulsés par leurs émotions d’un grand effet comique.
Il dessina pour la compagnie pétrolière Shell un personnage, Mr Wiseman, qui se voulait l’équivalent du Bibendum de Michelin.
Il publia de nombreux livres. À la retraite, il peignit des paysages anglais ou méditerranéens.